# B'Rock Orchestra
B'Rock Orchestra is een periodeorkest dat in 2005 in Gent werd opgericht.

## Geschiedenis
Het orkest kwam tot stand op initiatief van de klavecinist Frank Agsteribbe, de contrabassist Tom Devaere en de cultuurmanagers Hendrik Storme en Tomas Bisschop. Het eerste concert van B’Rock Orchestra vond plaats in Muziekcentrum De Bijloke Gent op 3 september 2005.
B'Rock Orchestra heeft geen vaste dirigent, maar werkt met gastdirigenten en verschillende solisten. Per seizoen speelt het orkest zo'n 45 concerten in binnen- en buitenland. In haar programmakeuze verbindt B'Rock Orchestra vaste waarden uit de barokliteratuur met minder gekend repertoire uit de 17de en 18de eeuw. Daarnaast staat het orkest voor een programmering waarin oude en eigentijdse muziek elkaar ontmoeten. Bijzondere aandacht gaat uit naar creaties van nieuwe muziek op maat van haar historisch instrumentarium. Oude muziek in combinatie met theater, beeldende kunst en/of video behoort eveneens tot het artistieke DNA. In seizoen 2018-2019 tourde het orkest bijvoorbeeld met violiste Amandine Beyer en danseres Anne Teresa De Keersmaeker (van Rosas) in een productie van Bachs Brandenburgse Concerten.
In 2012 debuteerde B'Rock Orchestra  in de Munt/la Monnaie met de opera Orlando van Händel onder leiding van René Jacobs. In 2019 stond het orkest voor het eerst in de Opéra National de Paris met dirigent René Jacobs en regisseur Romeo Castellucci. In mei 2019 werkte B'Rock Orchestra samen met kunstenaar Hans Op De Beeck, componist Eric Sleichim en BL!NDMAN voor de wereldpremière van 'The Valley'. In 2018 werd de Russische violist Dmitry Sinkovsky artist in residence bij B'Rock Orchestra. In 2020 werkte het orkest verder aan de integrale opname van de symfonieën van Schubert bij het label Pentatone. In 2018 werden daarvan de Eerste en Zesde Symfonie gereleaset.
B'Rock Orchestra werd verkozen tot 'Ensemble van het jaar 2015' door het Belgische radiostation Klara.
B'Rock Orchestra ontwikkelde langdurige samenwerkingen met productie- en presentatiepartners als DE SINGEL International Arts Centre (Antwerpen), Muziektheater Transparant (Antwerpen), KASK & Conservatorium Gent, de International Opera Academy (Gent), en de Opéra de Rouen (FR). Ze zijn vaste gasten bij Concertgebouw Brugge, Muziekcentrum De Bijloke Gent, en Bozar in Brussel, en worden regelmatig verwelkomd in onder meer het Concertgebouw en Muziekgebouw aan 't IJ Amsterdam (NL), Amare Den Haag (NL), de Kölner Philharmonie (DE), Beethovenfest Bonn (DE), Opéra Grand Avignon (FR), en vele andere locaties.

## Discografie
- 2008: Georg Philipp Telemann Suites for Strings [6]
- 2009: Georg Friedrich Händel Concerti grossi, Ouvertures [7]
- 2010: David Petersen Speelstukken [8]
- 2011: Vivaldi/Cage 8 Seasons [9]
- 2014: Georg Friedrich Händel Orlando [10]
- 2015: Georg Friedrich Händel Der Messias [11]
- 2018: Franz Peter Schubert Symphonies 1 & 6 [12]
- 2020: Franz Peter Schubert Symphonies 2 & 3 [13]
- 2021: Franz Peter Schubert Symphonies 4 & 5 [14]
- 2022: Franz Peter Schubert Unfinished and Great Symphonies [15]
- 2022: Philippus van Steelant Antwerp Requiem c. 1650 [16]
- 2023: Georg Friedrich Händel Water & Fire [17]
- 2024: Box-set met de complete Schubert-symfonieën [18]